# 가말 알간두르
가말 알간두르(Gamal Al-Ghandour, 1957년 6월 12일 ~ )는 이집트의 전 축구 심판이다. 비록 CAF 소속의 주심이었으나, UEFA가 관여하는 UEFA 유로 2000의 주심 명단에 포함되었고, 스페인과 노르웨이의 C조 첫경기, 체코와 덴마크의 D조 마지막 경기의 주심을 보았다. 2002년 FIFA 월드컵 8강전 대한민국과 스페인의 경기 당시 주심이었다.